# أثر جائحة فيروس كورونا على الجريمة
أثرت جائحة فيروس كورونا 2019-20 على الجريمة والاقتصادات غير المشروعة كالجريمة المنظمة والإرهاب وجرائم الشوارع والجرائم عبر الإنترنت والأسواق غير المشروعة والتهريب والاتجار بالبشر والحياة البرية والرق والسطو والنهب.
ذكرت "المبادرة العالمية لمكافحة الجريمة المنظمة عبر الوطنية'' في موجز سياسات في مارس 2020 أنه على الرغم من صعوبة فهم التأثير طويل المدى في هذه المراحل المبكرة من الوباء، إلا أن هناك أشياء واضحة - فقد تسبب الوباء في انخفاض بعض منظمات الأنشطة الإجرامية المنظمة، مع توفير فرص جديدة في مجالات أخرى، مما تسبب في تغيير في "الاقتصاد الإجرامي المنظم" الذي قد يكون على المدى الطويل فقط. ويشير التقرير إلى أن بعض الجماعات الإجرامية قد استغلت الاضطراب الناجم عن الوباء كفرصة لزيادة أنشطتها. هناك إمكانية "ظهور الجماعات الإجرامية كموردين و"شركاء" للدولة في الحفاظ على النظام".

## التأثير على الجريمة
تسبب وباء كوفيد 19 في انخفاض العديد من أنواع الجرائم حول العالم حيث أظهر تقرير صادر عن صحيفة USA Today في 4 أبريل انخفاضًا في الحوادث الإجرامية (في أمريكا) منذ 15 مارس في تسعة عشر وكالة شرطة فحصت من أصل عشرين وكالة. إلا أن التقرير لاحظ أيضًا زيادة في العنف المنزلي. تقوم بعض أقسام الشرطة باعتقال متعمد لعدد أقل من الناس لمنع الانتشار المحتمل للفيروس التاجي في السجون؛ حيث عولجت القضايا بطرق بديلة عن «الاعتقالات الجسدية». أفادت وكالة أسوشيتد برس أن عمليات توقيف المخدرات في شيكاغو انخفضت بنسبة 42٪ منذ الإغلاق، مقارنة بالفترة نفسها من عام 2019. وعمومًا، انخفضت الجريمة في شيكاغو بنسبة 10٪ بعد الوباء. ويظهر هذا الانخفاض عبر المدن حول العالم حيث ازدادت القيود بهدف احتواء الفيروس.
بعد ازدياد القيود المفروضة على الحركة عبر الدول، قل عدد الناس في الشوارع مما أدى إلى انخفاض جرائم الشوارع. ومع بقاء عدد أكبر من السكان داخل منازلهم، انخفضت السرقات وعمليات السطو السكنية. شهدت عدة أنواع جرائم انخفاضًا في كولومبيا والسلفادور، بعد عمليات الإغلاق. وفي بيرو، انخفضت مستويات الجريمة بنسبة 84٪ في مارس. كما توفي زعيم المخدرات المزعوم في صربيا دراغوسلاف كوزمجاك بعد إصابته بالمرض.

### التزوير والاحتيال
كُشف عن عمليات التزييف والاحتيال المرتبطة مباشرة بجائحة كوفيد 19. ضبطت سلطات إنفاذ القانون في جميع أنحاء العالم أكثر من 34000 قناع جراحي مزيف كجزء من عملية بانجيا بدعم من الإنتربول واليوروبول وذلك في بداية مارس 2020. صادرت الشرطة في الهند الآلاف من أقنعة N95 المزيفة، وداهمت المتاجر التي تبيع الأقنعة المطهرة والمطهرات، وبدأت دعوى ضد المكتنزين لمعدات الحماية الشخصية. في الولايات المتحدة، ألقي القبض على أفراد بعد انتحال هوية أطباء ومطالبتهم الناس بثمن المعالجة.
نفذت عملية واسعة سميت «الوعد المنهوب» بمشاركة كل من الجمارك وحماية الحدود الأمريكية، وإدارة الغذاء والدواء، ودائرة التفتيش البريدي الأمريكية، والخدمة السرية الأمريكية، ودائرة الإيرادات الداخلية، ومكتب التحقيقات الفيدرالي، وفريق عمل العيون الخمسة لإنفاذ القانون، وائتلاف استخباراتي دولي بين أستراليا وكندا ونيوزيلندا والمملكة المتحدة والولايات المتحدة. حيث قامت العملية بالتحقيق في شحنات مواد COVID-19 التي تحمل علامات خاطئة أو احتيالية أو غير مصرح بها أو محظورة ومصادرتها.

### الجريمة الإلكترونية
زادت الجرائم السيبرانية مع زيادة عدد الأشخاص الذين يقضون المزيد من الوقت على الإنترنت. مع زيادة العمل من المنزل، يمكن للجهات الإجرامية الوصول إلى المزيد من بيانات الشركات من الأجهزة الإلكترونية في المنازل التي قد لا تتمتع بنفس مستوى الأمان المتوفر في أنظمة المكاتب. نشرت منظمة الصحة العالمية إشعارًا بشأن الأمن السيبراني يحذر الأشخاص من المحتالين الذين يقلدون موظفي منظمة الصحة العالمية.
على الويب المظلم عرض بائع واحد على الأقل دمًا مصابًا بالفيروس التاجي، حيث ادعى أنه حقنه في الخفافيش بعد استخراجه من والده الراقد في المستشفى. ولا يعرف على وجه التأكيد وقت المقال ما إذا كان البائع يحاول الاحتيال أو أنه كان يبيع الدم بالفعل.

### العنف المنزلي
شهدت لوس أنجلوس انخفاضًا في الجريمة بنسبة 23٪ في مارس 2020 من مارس 2019 حيث شهدت كل فئة من فئات الجرائم في هذه المدينة، بما في ذلك العنف المنزلي المبلغ عنه، باستثناء سرقة السيارات، انخفاضًا.

### جرائم الكراهية
حذر تقرير استخباراتي أعده فرع مكتب التحقيقات الفدرالي في هيوستن من الزيادة المحتملة في جرائم الكراهية ضد الأمريكيين من أصل آسيوي، على أساس افتراض أن جزءًا من الجمهور الأمريكي يربط الوباء بالصين والسكان الأمريكيين من أصل آسيوي. كما أشير إلى عدة جرائم كراهية ارتكبت بالفعل في جميع أنحاء البلاد حيث تعرض ثلاثة أفراد من عائلة أمريكية من أصول آسيوية للطعن حيث ادعى الفاعل أن الأسرة صينية وتنشر الفيروس.

### هجمات إرهابية
أوصت داعش في مجلتها «النبأ» أعضاءها أن يستغلوا الوباء لتنفيذ هجمات إرهابية. يعتبر المتطرفون الإسلاميون أن الفيروس عقاب إلهي لذنوب البشر، سواء في الغرب أو في البلدان الإسلامية. وقالت مجموعة الأزمات الدولية إن الوباء سيضر بالجهود الدولية لمكافحة الإرهاب.
نشر في الهند تعميم استشاري على أفراد شرطة دلهي بشأن هجوم محتمل لتنظيم الدولة الإسلامية على أفراد الشرطة في الميدان على شكل هجوم ذئب وحيد أو طعن أو إطلاق نار أو صدم بسيارات.

## التأثير على عمل الشرطة
أعيد نشر قوات الدرك والقوات العسكرية في دول مثل إيطاليا وإسبانيا. كما أثر الوباء على نظم العدالة الجنائية؛ حيث مثلًا في المملكة المتحدة، وكجزء من خطط الطوارئ، قد تكون التحقيقات في جرائم القتل محدودة بسبب عبء العمل الإضافي الذي يسببه الوباء. وفي البرازيل علقت عمليات مكافحة الرق إلى أجل غير مسمى.
وقد أضاف COVID-19 أعباء كبيرة على مختلف وكالات الشرطة. واعترافاً منها بعبء العمل المتزايد غردت الشرطة البولندية بصدق في 19 مارس/آذار: «الرجاء إيقاف جميع الأنشطة الإجرامية حتى إشعار آخر»، وهي رسالة موجهة إلى المجرمين، «سنقدر التعاون المتوقع المتعلق بالامتناع عن ارتكاب الجرائم». في ولاية بيهار الهندية، اعترف مدير عام إضافي للشرطة، بأن الشرطة تركز بشكل أكبر على فرض الإغلاق، ولكن يجري أيضًا ضبط الأمن، ولكن مع ازدياد العبء بشكل كبير.
تسبب الوباء في تعطيل مختلف العمليات العابرة للدول مثل عملية مشتركة خطط لها منذ فترة طويلة في ستة بلدان آسيوية هي: كمبوديا والصين ولاوس وميانمار وتايلاند وفيتنام، وبالتعاون مع مكتب الأمم المتحدة المعني بالمخدرات والجريمة ضد الجريمة المنظمة وتجار المخدرات في المنطقة. كما أدى تقليص حركة المرور القانونية عبر الحدود والقيود المفروضة على الحركة الجوية الدولية إلى جعل التهريب لمسافات طويلة أكثر صعوبة.

## التأثير على النظم القضائية
في المملكة المتحدة نصحت دائرة النيابة العامة بالتصرف خارج المحكمة في الجرائم الأقل خطورة. أما في الولايات المتحدة، فقد خفض حق التعديل السادس في الحصول على المشورة بسبب الوضع الوبائي.
في إيران وأفغانستان خفضت الحكومة عدد السجناء للحد من انتشار الفيروس. وفي الهند وجهت المحكمة العليا جميع الحكومات المحلية في الولايات للنظر في إطلاق سراح بعض السجناء مما أدى إلى إطلاق سراح مؤقت لما يصل إلى 34000 شخص. كما أطلقت أمريكا وإندونيسيا سراح بعض السجناء.